# Ireneusz Kaskiewicz
Ireneusz Kaskiewicz (ur. 25 lutego 1945 roku w Sokółce) – polski aktor filmowy i teatralny.

## Życiorys
W 1967 roku skończył Wydział Aktorski w PWSFTviT w Łodzi.
Występował w teatrach: im. Stefana Jaracza w Łodzi, Ludowym w Krakowie, Powszechnym w Łodzi, Muzycznym w Łodzi, Studyjnym '83 im. Juliana Tuwima w Łodzi, Lalek Arlekin w Łodzi, Nowego w Łodzi, Wielkiego w Łodzi, Operze na Zamku w Szczecinie, Bałtyckim Teatrze Dramatycznym im. Juliusza Słowackiego w Koszalinie, Muzycznym w Lublinie.
Od 2004 roku jest aktorem Teatru Nowego w Słupsku.
Był także wykładowcą śpiewu w łódzkiej Akademii Muzycznej.

## Filmografia
- 1966: Bicz Boży – kinomechanik
- 1967: Julia, Anna, Genowefa... – Rysiek
- 1968: Ortalionowy dziadek – porucznik MO
- 1972: Skarb trzech łotrów – porucznik Ireneusz Kalinowski
- 1973: Śledztwo – barman
- 1975: Mazepa
- 1977: Pokój z widokiem na morze – człowiek przed wieżowcem
- 1978: Życie na gorąco (odc. 5)
- 1979: Zerwane cumy – Waldek Krzemiński
- 1984: Pan na Żuławach – Kazimierz Mikuła
- 1985: Sam pośród swoich – kierownik tartaku
- 1985: W cieniu nienawiści – dozorca Józef Marciniak
- 1988: Jemioła – ojciec Darka
- 1992: Kawalerskie życie na obczyźnie – podróżny
- 1992: Szwadron – Szatański
- 1993: Dwa księżyce – komendant policji
- 1995: Dzieje mistrza Twardowskiego – zbój
- 1997: Mamo, czy kury potrafią mówić? – Stary Wiarus
- 1997–2013: Klan – urzędnik USC w Warszawie
- 1998: Mordziaki – pan Marian (odc. 8)
- 2001: Tryumf pana Kleksa –
  - redaktor Gryl,
  - rozbójnik Rosolnik (głos)
- 2005: Nie ma takiego numeru – Prosiak
- 2013: Ostatni klaps – Janusz
- 2015 Hiszpanka – strażnik aresztu

## Dubbing
- 1970: Tajemniczy mnich – Jełpidifor
- 1971: Timo Rinnelt porwany – Kowalski
- 1972: Kot w butach (pierwsza wersja) – Lucyfer
- 1972: Młynarczyk i kotka – Silny
- 1975: Konik Garbusek (pierwsza wersja) – Gawryłła
- 1979: Dzieci wśród piratów – Kankan
- 1980: Błękitna płetwa
- 1982: Bajka opowiedziana nocą
- 1983: Maria i Mirabela
- 1992: Klementynka –
  - Malmoth,
  - herszt rozbójników (odc. 17),
  - wezyr (odc. 17)
- 1993: Pole Position – Wheels
- 1993: Robin Hood – brat Tuck
- 2011: Niebieski chłopiec – narrator

## Spektakle w Nowym Teatrze w Słupsku
- 2004 – Stanisław Ignacy Witkiewicz – Szalona lokomotywa – Turbulencjusz Dmitrygier (reż. Jan Peszek, Michał Zadara),
- 2004 – Witold Gombrowicz – Ślub (reż. Waldemar Śmigasiewicz),
- 2004 – Leszek Malinowski – Intercity – poseł (reż. Leszek Malinowski, Bogusław Semotiuk),
- 2005 – William Szekspir – Romeo i Julia – książę (reż. Bogusław Semotiuk),
- 2005 – Szolem Alejchem – Skrzypek na dachu – Tewie mleczarz (reż. Zbigniew Macias),
- 2005 – Ray Cooney – Okno na parlament – Richard Willey (reż. Ireneusz Kaskiewicz, Bogusław Semotiuk),
- 2005 – Sofokles – Edyp i Antygona – Kreon (reż. Bogusław Semotiuk),
- 2005 – Iwona Wernikowska – Baśń w poszukiwaniu teatru – król (reż. Albert Osik),
- 2005 – Fiodor Dostojewski – Zbrodnia i kara – Marmieładow (reż. Edward Żentara),
- 2005 – Lucjan Rydel – Betlejem polskie – Herod, Kazimierz Wielki (reż. Zbigniew Kułagowski, Bogusław Semotiuk),
- 2006 – Juliusz Słowacki – Balladyna – Pustelnik (reż. Jan Machulski, Bogusław Semotiuk),
- 2006 – Yasmina Reza – Sztuka – Marc (reż. Piotr Dąbrowski),
- 2006 – Zbigniew Książek – Sceny miłosne dla dorosłych (reż. Albert Osik),
- 2006 – Andrzej Saramonowicz – Testosteron – Stawros (reż. Bogusław Semotiuk),
- 2007 – Samuel Beckett – Czekając na Godota – Pozzo (reż. Jan Machulski),
- 2007 – Platon – Obrona Sokratesa – Sokrates (reż. Ireneusz Kaskiewicz),
- 2007 – Przygody Sindbada Żeglarza – Wuj Tarabuk, głos Diabła Morskiego (reż. Hanaa Abdel Fattah Metwaly),
- 2007 – Adam Mickiewicz – Dziady – Ksiądz Piotr, Hrabia (reż. Stanisław Otto Miedziewski),
- 2008 – Aleksander Fredro – Zemsta – Dyndalski (reż. Ireneusz Kaskiewicz)